# Marianne Adam
Marianne Adam (Luckenwalde, 19 settembre 1951) è un'ex pesista tedesca.
In carriera ha vinto un titolo europeo indoor nel 1975.

## Palmarès
| Anno | Manifestazione | Sede              | Evento         | Risultato | Misura  | Note |
| ---- | -------------- | ----------------- | -------------- | --------- | ------- | ---- |
| 1971 | Europei indoor | Sofia             | Getto del peso | 4ª        | 17,49 m |      |
| 1972 | Europei indoor | Grenoble          | Getto del peso | Bronzo    | 18,30 m |      |
| 1972 | Olimpiadi      | Monaco di Baviera | Getto del peso | 5ª        | 18,94 m |      |
| 1974 | Europei indoor | Göteborg          | Getto del peso | Bronzo    | 19,70 m |      |
| 1974 | Europei        | Roma              | Getto del peso | Argento   | 20,43 m |      |
| 1975 | Europei indoor | Katowice          | Getto del peso | Oro       | 20,05 m |      |
| 1976 | Olimpiadi      | Montréal          | Getto del peso | 4ª        | 20,55 m |      |
| 1979 | Europei indoor | Vienna            | Getto del peso | Argento   | 20,14 m |      |

## Altre competizioni internazionali
1975
- Coppa Europa di atletica leggera ( Nizza)